# Acció de regrés
L'Acció de regrés o repetició és la possibilitat que té l'administració pública espanyola en l'àmbit de la responsabilitat patrimonial per a exigir al personal al seu servei la responsabilitat en què hagi incorregut per dol, culpa o negligència greu.